# BURNOUT SYNDROMEZ
『BURNOUT SYNDROMEZ』（バーンアウト・シンドロームズ）は、BURNOUT SYNDROMESのコンセプト・ベストアルバム。2020年3月25日にEPICレコードジャパンから発売された。

## 概要
- アルバムとしては前作『明星』から約1年ぶりのリリース。これまで担当してきたアニメタイアップ曲や今作のための新曲、リミックス曲、リアレンジ曲などを含めた全12曲収録。
- 初回生産限定盤には、ミュージック・ビデオ8曲、2019年に行なわれた『全国ワンマンツアー2019「明星～We have a dream～」』のライブ映像6曲（メンバーによるオーディオコメンタリー付き）を収録したBlu-ray。BURNOUT SYNDROMESが主人公になった架空の冒険ストーリーの描き下ろしコミック（20P）が付属。
- アルバムの告知と同時に、2021年2月13日から全国ワンマンツアーを敢行（全3公演）することが発表された。

## 収録曲
1. FLY HIGH!!
1stシングル。テレビアニメ『ハイキュー!! セカンドシーズン』オープニングテーマ。
2. ヒカリアレ
2ndシングル。テレビアニメ『ハイキュー!! 烏野高校VS白鳥沢学園高校』オープニングテーマ。
3. PHOENIX
5thシングル。テレビアニメ『ハイキュー!! TO THE TOP』オープニングテーマ。
4. Dream On!!
新曲。テレビアニメ『ハイキュー!!』トリビュート・ソング。
5. Good Morning World!
4thシングル。テレビアニメ『Dr.STONE』オープニングテーマ。
6. 花一匁
3rdシングル。テレビ東京系アニメ『銀魂 銀ノ魂篇』エンディングテーマ。
7. ハイスコアガール
配信限定シングル。漫画『ハイスコアガール』トリビュート・ソング。
8. ナミタチヌ
配信限定シングル。『全国高校eスポーツ選手権』応援ソング。
9. 吾輩は猫である
2ndアルバム収録曲。発売時、漫画『くるねこ』とのコラボレーション・ビデオが製作された。
10. 白線渡り
新曲。今作の初回限定盤に収録された漫画『BURNOUT SYNDROMEZ』とのトリビュート・ソング。
11. 数學少女Z
アルバム『文學少女』収録曲のリアレンジ・バージョン。
12. FLY HIGH!! -Spring Version-
1stシングル曲のリアレンジ・バージョン。

## Blu-ray

### Music Video
1. FLY HIGH!!
2. ヒカリアレ
3. ハイスコアガール
4. 花一匁
5. 吾輩は猫である
6. ナミタチヌ
7. Good Morning World!
8. PHOENIX

### 『全国ワンマンツアー2019「明星～We have a dream～」』
1. あゝ
2. SPEECH
3. 花一匁
4. FLY HIGH!!
5. ヒカリアレ
6. ナミタチヌ